# دستگاه غدد
دستگاه غدد در کنار دستگاه عصبی به نگهداری حالت پایدار بدن کمک می کند.دستگاه غدد شامل تعدادی غده در بخش های متفاوت بدن است.یاخته های این غده ها با موادی که ترشح می کنند به تنظیم فعالیت های بدن و نگهداری حالت پایدار محیط داخلی بدن کمک می کنند.

## تقسیم بندی دستگاه غدد
دستگاه غدد را بر اساس موادی که غدد ترشح می کنند به دو دستهٔ غدد درون ریز و غدد برون‌ریز تقسیم می کنند.

## یاخته ها و بافت های دستگاه غدد
در واقع ساختار غدد متشکل از یاخته‌های پوششی است که با تغییر شکل به صورت غده درآمده اند تا به طور اختصاصی بعضی از کارها را انجام دهند.با توجه به خاصیت ترشحی یاخته های پوششی،غدد نیز از خاصیت ترشح موادی مانند انواع هورمون ها،اشک بزاق و ... برخوردار هستند.
غددی که ترشحات آنها بلافاصله بعد از تولید به خون وارد می شوند(غددی که هورمون می سازند) غدد درون ریز نامیده می شوند.همین طور غددی که مواد خود را به درون خون نمی‌ریزند،بلکه آنها را به سطح پوست یا مجرا ها و حفره های داخلی بدن وارد می کنند غدد برون‌ریز نامیده می شوند.

## نقش های غدد در بدن
بسیاری از تنظیمات،ارتباطات و واکنش های طبیعی بدن تحت اثر غده ها انجام می گیرند.این نوع فعالیت ها بدن را در حالت طبیعی خود نگه می دارد و توازن موجود در آن را حفظ می کند که از بعضی از آنها می توان به ریزش اشک،ترشح آدرنالین هنگام اضطراب،ترشح بزاق بیشتر هنگام غذا خوردن،آزاد سازی انسولین به منظور کاهش قند خون و ... اشاره کرد.